# 3. Sudecki Samochodowy Wyścig Górski 2003
3 Sudecki Samochodowy Wyścig Górski 2003 – 9. i 10. runda Górskich Samochodowych Mistrzostw Polski w sezonie 2003.

## IX Runda
- wystartowało 39 zawodników
- ukończyło 37 zawodników

## Wyniki – IX RundaGSMP
| Miejsce | Zawodnik            | Samochód              | Grupa-Klasa | Czas     | Strata |
| ------- | ------------------- | --------------------- | ----------- | -------- | ------ |
| 1.      | Paweł Dytko         | Mitsubishi Lancer E.7 | H +2000     | 4:14.200 |        |
| 2.      | Paweł Hildebrański  | Alfa Romeo 155        | H -2000     | 4:31.655 | 17.455 |
| 3.      | Tomasz Kuchar       | Mitsubishi Lancer E.6 | N +2000     | 4:33.696 | 19.496 |
| 4.      | Mariusz Stec        | Mitsubishi Lancer E.6 | H +2000     | 4:34.171 | 19.971 |
| 5.      | Jacek Koraszewski   | Audi S-2              | H +2000     | 4:36.534 | 22.334 |
| 6.      | Jarosław Hebzda     | Mitsubishi Lancer E.6 | N +2000     | 4:38.311 | 24.111 |
| 7.      | Bartłomiej Steinhof | Opel Corsa            | A -1600     | 4:40.070 | 25.870 |
| 8.      | Robert Kus          | Mitsubishi Lancer E.6 | N +2000     | 4:40.694 | 26.494 |
| 9.      | Janusz Jania        | Mitsubishi Lancer E.6 | N +2000     | 4:40.880 | 26.680 |
| 10.     | Marek Kozłowski     | Audi S-2              | H +2000     | 4:51.191 | 36.991 |

## X Runda
- wystartowało 35 zawodników
- ukończyło 33 zawodników

## Wyniki – X RundaGSMP
| Miejsce | Zawodnik            | Samochód              | Grupa-Klasa | Czas     | Strata |
| ------- | ------------------- | --------------------- | ----------- | -------- | ------ |
| 1.      | Paweł Dytko         | Mitsubishi Lancer E.7 | H +2000     | 4:13.528 |        |
| 2.      | Mariusz Stec        | Mitsubishi Lancer E.6 | H -2000     | 4:14.773 | 1.245  |
| 3.      | Paweł Hildebrański  | Alfa Romeo 155        | H -2000     | 4:27.428 | 13.900 |
| 4.      | Jacek Koraszewski   | Audi S-2              | H +2000     | 4:30.351 | 16.823 |
| 5.      | Jarosław Hebzda     | Mitsubishi Lancer E.6 | N +2000     | 4:37.655 | 24.127 |
| 6.      | Robert Kus          | Mitsubishi Lancer E.6 | N +2000     | 4:37.962 | 24.434 |
| 7.      | Bartłomiej Steinhof | Opel Corsa            | A -1600     | 4:38.114 | 24.586 |
| 8.      | Marek Kozłowski     | Audi S-2              | H +2000     | 4:51.260 | 37.732 |
| 9.      | Grzegorz Dudek      | VW Golf               | H -1600     | 4:56.473 | 42,945 |
| 10.     | Roman Baran         | Peugeot 205           | H -1600     | 4:59.756 | 46.228 |